# Ernst Pühringer
Ernst Pühringer (* 6. August 1944 in Hagenberg im Mühlkreis) ist ein ehemaliger österreichischer Skilangläufer.
Pühringer belegte im Februar 1968 in Grenoble bei seiner einzigen Teilnahme an Olympischen Winterspielen den 47. Platz über 15 km, den 38. Rang über 30 km und zusammen mit Heinrich Wallner, Franz Vetter und Andreas Janc den 13. Platz in der Staffel. Bei den Nordischen Skiweltmeisterschaften 1970 in Štrbské Pleso lief er auf den 48. Platz über 15 km, auf den 46. Rang über 30 km und zusammen mit Heinrich Wallner, Hansjörg Farbmacher und Andreas Janc erneut auf den 13. Platz in der Staffel.